# Рудольф Покорний
Рудольф Покорний (18 квітня 1853, Гержманув Местец — 19 вересня 1887, Либоховіце) — поет і перекладач. Пропагував ідею слов'янської єдності. Він використовував псевдоніми Ранко Петро та Герман Местецький.
Закінчив бізнес-школу в Празі. Пройшов військову службу, після повернення став чиновником у Празі з 1876 по 1878 рік. Дедалі більше присвячував себе літературі, поки наприкінці свого короткого життя протягом трьох місяців не став окружним секретарем у Либоховіцях. Тут він і помер.
Розпочинав з віршів, опублікованих у різних журналах, потім видавав цілі збірки поезій. Він також вніс кілька віршів до альманаху «Рух», а потім здебільшого перекладав.
У книжці «Слов'янський збірник» (Прага, 1886) опублікував у своєму перекладі «Перебендю» Шевченка, а в журналі «Kvěy» («Квіти», 1887, № 1) — «Тарасову ніч» (без 10 останніх рядків).